# Brown and Black Asteroid
A Brown and Black Asteroid a Willamette meteor üvegszál és műgyanta alapanyagú replikája az Amerikai Egyesült Államok Oregon államának Eugene városában, az Oregoni Egyetem Természetrajzi és Kultúratörténeti Múzeuma közelében. Készítője ismeretlen.
A 2×3,7×1,5 méteres alkotás kettő darab tíz centiméter átmérőjű, 61 centiméter magas fémcsövön áll. A Smithsonian Intézet restaurálandónak ítélte.

## Fordítás
- Ez a szócikk részben vagy egészben  a   Brown and Black Asteroid című angol Wikipédia-szócikk ezen változatának fordításán alapul.  Az eredeti cikk szerkesztőit annak laptörténete sorolja fel. Ez a jelzés csupán a megfogalmazás eredetét és a szerzői jogokat jelzi, nem szolgál a cikkben szereplő információk forrásmegjelöléseként.